# Каинсас
Каинса́с (Каинсасс) — река в Седельниковском районе Омской области России. Устье реки находится в 236 км по правому берегу реки Уй на высоте 83 м над уровнем моря около Кейзеса. Жилых населённых пунктов на реке нет.
Длина реки составляет 46 км. Площадь водосборного бассейна — 372 км².
Притоки:
- Глубокий Байрак лв
- Таловая лв
- Усадебная пр
- Сырцы лв
- Сухая лв
- Берёзовая пр
- Клюквенка пр
- Кедровая лв
- Таловый пр

## Данные водного реестра
По данным государственного водного реестра России относится к Иртышскому бассейновому округу, водохозяйственный участок реки — Иртыш, речной подбассейн реки — Иртыш до впадения Ишима (российская часть бассейна). Речной бассейн реки — Иртыш от впадения реки Омь до впадения Ишима без реки Оша.